# Damjan Rudež
Damjan Rudež (Zagabria, 17 giugno 1986) è un ex cestista croato, professionista in NBA e in Europa.

## Carriera

### NBA

#### Indiana Pacers (2014-2015)
Dopo otto anni in Europa andò a giocare in NBA (dopo non essere stato scelto al Draft del 2008), firmando un contratto biennale (con opzione per il terzo anno) con gli Indiana Pacers.
A fine anno, seppur la squadra manchi i play-off di un soffio, la stagione di Rudez è buona, considerando anche il fatto che Damjan è il migliore realizzatore da 3 dei rookies con una percentuale del 40,6º/° in 68 partite disputate (di cui solo due da titolare).

#### Minnesota Timberwolves (2015-2016)
Alla fine della stagione gli Indiana Pacers lo cedettero ai Minnesota Timberwolves in cambio di Chase Budinger.
Tuttavia a Minneapolis l'ala croata disputa solo 33 partite (quasi la metà in meno dell'anno passato), di cui nessuna da titolare, dove comunque mantiene ottime percentuali da 3 e un 100% totale nei tiri liberi.
A fine anno i Timberwolves non esercitarono la team option e così Rudež rimase svincolato.

#### Orlando Magic (2016-2017)
Dopo un'estate da svincolato l'8 settembre 2016 viene acquistato dagli Orlando Magic. Ai Magic tornò a essere allenato da Frank Vogel, suo allenatore negli Indiana Pacers. Segnò 8 punti il 25 gennaio 2017 nella gara persa in casa per 100-92 contro i Chicago Bulls. Nella gara successiva persa in trasferta dai Magic contro i Boston Celtics, col punteggio di 128-98, Rudež segnò 14 punti.

### Ritorno in Europa

#### Valencia, mancato arrivo in Italia e Monaco (2017-2018)
Il 26 ottobre 2017 tornò in Europa e nel campionato spagnolo (in cui giocò nel biennio 2012-2014 pre-NBA a Saragozza) firmando un contratto trimestrale con il Valencia. Dopo 10 apparizioni, il 29 gennaio 2018 lascia il Valencia dopo che il suo contratto era scaduto.
Dopo essere stato cercato da squadre italiane, il 20 febbraio 2018 si trasferisce in Francia al Monaco.

#### Murcia (2018-)
Il 16 luglio torna nuovamente a giocare nel campionato spagnolo firmando con il Murcia.

## Statistiche NBA

### Regular season
| Stagione | Squadra            | PG  | PI | MPG  | FG%  | 3P%  | FT%  | RPG | APG | SPG | BPG | PPG |
| -------- | ------------------ | --- | -- | ---- | ---- | ---- | ---- | --- | --- | --- | --- | --- |
| 2014-15  | Indiana Pacers     | 68  | 2  | 15,4 | 45,2 | 40,6 | 69,6 | 0,7 | 0,8 | 0,2 | 0,1 | 4,8 |
| 2015-16  | Minnesota T'wolves | 33  | 0  | 8,4  | 40,3 | 34,0 | 100  | 0,6 | 0,3 | 0,1 | 0,0 | 2,3 |
| 2016-17  | Orlando Magic      | 45  | 0  | 7,0  | 35,2 | 31,3 | -    | 0,6 | 0,4 | 0,3 | 0,0 | 1,8 |
| Carriera | Carriera           | 146 | 2  | 11,2 | 42,4 | 37,3 | 77,4 | 0,6 | 0,6 | 0,2 | 0,0 | 3,3 |

## Palmarès
- Campionato belga: 1

Ostenda: 2005-06
- Campionato croato: 1

Cibona Zagabria: 2011-12
- Coppa di Slovenia: 1

Union Olimpija: 2009